# Sunčanje
Sunčanje je izlaganje tijela djelovanju Sunčevih zraka. Ubraja se među davno poznate i popularne metode prirodnoga liječenja. Uz toplinske (infracrvene zrake), Sunčevo zračenje sadrži i ultraljubičaste zrake, koje pretvaraju ergosterol u vitamin D, te bitno utječu na preradbu i iskorištavanje kalcija u organizmu, osobito u kostima. Sunčanjem se u koži stvara zaštitna tamna boja (pigment melanin), ubrzava se optok krvi, poboljšava mijena tvari i liječe neke bolesti (helioterapija). Međutim, nesustavno i naglo sunčanje može dovesti do sunčanice i toplinskog udara. Potkraj 20. stoljeća zbog klimatskih promjena i sve jačeg ultraljubičastoga zračenja prirodno sunčanje postalo je ograničenije; nasuprot njemu raširilo se takozvano umjetno sunčanje pod posebnim svjetiljkama u solarijima. 
Sve do kraja 19. stoljeća od sunčanja potamnjela koža smatrala se obilježjem fizičkih radnika dok se među pripadnicima takozvanih viših slojeva više cijenila bljeđa put. Takav se obrazac promijenio početkom 20. stoljeća (napose od 1920-ih među turistima na Azurnoj obali) kada je sunčanje ušlo u modu kao rekreacija (i obilježje) bogatijih, a potom postalo atraktivnim među rastućim brojem turista.

## Spektar Sunčeva zračenja
Spektar Sunčeva zračenja podijeljen je u 3 područja:
- ultraljubičasto područje valnih duljina λ = 0,2 - 0,4 μm,
- vidljivo područje valnih duljina λ = 0,4 - 0,76 μm i
- infracrveno područje valnih duljina λ = 0,8 - 4,0 μm.

Osnovni zakoni fizike opisuju i matematski određuju elektromagnetsko zračenje sa svim popratnim pojavama kao što su apsorpcija, transmisija (prijenos), refleksija i emisija zračenja. 
Spektar zračenja kojemu je izložena atmosfera nalazi se unutar valnih duljina od oko 20 nm do oko 10 μm. Atmosfera ima veliku sposobnost apsorpcije, nepropusna je za kratke valne duljine λ < 0,3 μm, ali je skoro potpuno propusna za valne duljine vidljivog područja, to jest za 0,3 < λ < 1,0 μm. 
Toplinsko zračenje Zemlje je u području valnih duljina oko λ = 10 μm. To je područje infracrvenog zračenja od kojega u atmosferi najveći dio apsorbira vodena para i ugljikov dioksid, pa samo manji dio Zemljina zračenja prolazi kroz atmosferu i odlazi u svemir. 
Razdioba Sunčeva zračenja na vrhu atmosfere određena je astronomskim čimbenicima: kruženjem Zemlje oko Sunca, nagibom osi Zemljine vrtnje (rotacije) prema ekliptici te dnevnom Zemljinom vrtnjom. Teoriju razdiobe Sunčeva zračenja na Zemljinu kuglu kad ne bi bilo atmosfere (a to vrijedi i za vrh atmosfere) postavio je M. Milanković. On je predočio dijagram koji prikazuje godišnji raspored Sunčeva zračenja koje dopire do vodoravne površine na vrhu atmosfere prema zemljopisnoj širini. Na prvi pogled čini se nelogično da je najveća dnevna insolacija na polovima. To je ipak točno, ali ne zato što je na polovima najveće ozračenje Sunčevim zračenjem, nego zbog toga što u vrijeme maksimalne insolacije na polovima dan traje 24 sata. 
Dnevno ozračenje ovisi i o upadnom kutu Sunčevih zraka na plohu. S druge strane, i zbog različite duljine dana, dnevno se ozračenje na vrhu atmosfere tokom godine bitno mijenja. Godišnje Sunčevo ozračenje smanjuje se porastom zemljopisne širine.

## Vanjske poveznice
|  | Zajednički poslužitelj ima još gradiva o temi Sunčanje |